# Азійсько-Тихоокеанський регіон

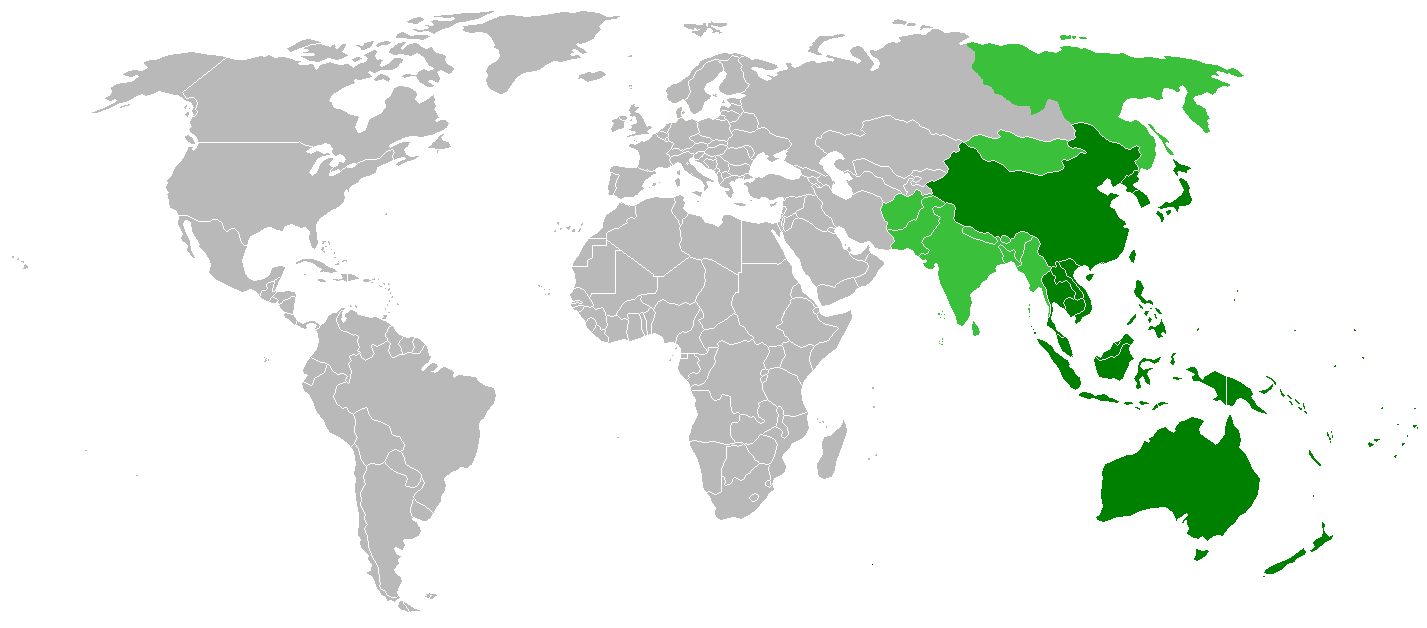
Країни Азійсько-Тихоокеанського регіону

Азійсько-Тихоокеанський регіон — політичний і економічний термін, що позначає країни, розташовані по периметру Тихого океану і численні острівні держави в самому океані. Найбільшими містами регіону є Шанхай, Гонконг, Сінгапур, Куала-Лумпур, Сеул, Токіо, Лос-Анджелес, Сідней, Мельбурн, Сан-Франциско, Сієтл та Ванкувер. Штаб-квартири багатьох міждержавних і недержавних організацій Азійсько-Тихоокеанського регіону розташовані в Гонолулу (Гаваї).
У регіоні представлена велика різноманітність економік і ресурсів: динамічно розвиваються Гонконг, Тайвань і Сінгапур, високі технології Японії, Кореї, Тайваню і заходу США, природні ресурси Австралії, Канади, Філіппін та російського Далекого сходу, людські ресурси Китаю та Індонезії, висока сільськогосподарська продуктивність Чилі, Нової Зеландії, Філіппін і США.
Багато економістів вважають, що з поступовим згасанням старих індустріальних центрів в Європі та США центр світової економічної активності може бути перенесено в Азійсько-Тихоокеанський регіон.

## Міжнародні відносини
Розвиток права, норм і механізмів регулювання міжнародних відносин в АТР, як і в інших регіонах світу, пов'язано з такими організаціями як: Асоціація держав Південно-Східної Азії (АСЕАН), Азійсько-Тихоокеанське економічне співробітництво (АТЕС), Асеановський регіональний форум (АРФ), Шанхайська організація співробітництва (ШОС) тощо. Велика їх роль у створенні прав і норм для лібералізації економічного співробітництва, економічної інтеграції, впровадження демократичних форм міждержавного спілкування, забезпечення безпеки. Особлива увага приділяється створенню організаційних і правових основ протидії тероризму.
В регіоні також активно діють різні міжпарламентські організації, зокрема — Азійський форум парламентарів з народонаселення і розвитку.

### Indo-Pacific
У першій чверті ХХІ ст. КНР став де-факто морською державою Індійського океану. Територіальні претензії Китаю суперечать вимогам сусідніх держав, кораблі НОАК майже постійно знаходяться в Індійському океані.
Однак для більшості країн АСЕАН це, по суті, їхня територія з Південно-Китайським морем.
Таким чином, виникли різні інтерпретації поняття «Індо-Тихоокеанського регіону», хоча сам термін «Indo-Pacific» з'явився в політичному словнику у 1920-х роках завдяки німецькому геополітику К. Хаусхоферу. У 1950-х роках визначення застосовували австралійські вчені при обговоренні проблем деколонізації («Індо-Тихоокеанські домініони»). Переосмислення ІТР з'явилось із промовами індійський віце-адмірал Премвір Дас та працями вченого Г.Хурана у журналі Strategic Analysis.
В географічному плані бачення Indo-Pacific співпадає із зоною відповідальності Тихоокеанського командування збройних сил США, яке в травні 2018 року було офіційно перейменоване в Індо-Тихоокеанське. В цьому контексті західні кордони регіону співпадають із західними кордонами Китаю та Індії. РФ і країни Латинської Америки випадають з ІТР, що в цілому укладається в той формат відображення внутрішньорегіонального взаємодії, який пропонують Сполучені Штати.
Важливу роль в індійському зовнішньополітичному дискурсі грають культурні зв'язки для досягнення актуальних політичних цілей. Як правило, в промовах індійських політиків, присвячених темі ІТР, явно чи неявно присутнє нагадування, що своїм культурним розвитком країни регіону зобов'язані перш за все індійській культурній та релігійній експансії, адже більшість країн ІТР сповідує буддизм тгеравади.
Оголосили про запуск Індо-Тихоокеанської ініціативи на 14-му Саміті країн Східної Азії
У травні 2022 року почала реалізацію Індо-тихоокеанська програма економічного процвітання (IPEF).

## Цікаві факти
28 березня 2006 р. 11-й президент Індії Абдул Калам запропонував ідею відродження університету Наланди
Рішення про створення університету було схвалено на другому та четвертому саміт країн Східної Азії.
1 вересня 2014 року пройшли перші заняття у сучасному Міжнародному Університеті Наланди у прилеглому місті Раджгір за участю 15 студентів.
У новому кампусі площею 455 акрів Університет почав функціонувати із січня 2020 року.

## Список країн
Нижче наводиться список країн, традиційно включаються в Азійсько-Тихоокеанський регіон
| - Австралія - Бруней - Вануату - Східний Тимор - В'єтнам - Гватемала - Гондурас - Гонконг - Індонезія - Камбоджа - Канада | - Північна Корея - КНР - Колумбія - Коста-Рика - Кірибаті - Лаос - Макао - Малайзія - Маршаллові Острови - Мексика - Федеративні Штати Мікронезії - Монголія - М'янма - Науру - Нікарагуа | - Нова Зеландія - Палау - Панама - Папуа Нова Гвінея - Перу - Росія - Тайвань - Південна Корея - Сальвадор - Самоа - Сінгапур | - Соломонові Острови - Таїланд - Тонга - Тувалу - США - Фіджі - Філіппіни - Французька Полінезія - Чилі - Еквадор - Японія | - Афганістан - Бангладеш - Бутан - Індія - Мальдіви - Непал - Пакистан - Шрі-Ланка | - Казахстан - Киргизстан - Таджикистан - Туркменістан - Узбекистан - Бахрейн - Іран - Ірак - Ізраїль - Йорданія - Курдистан - Кувейт - Ліван - Оман - Палестина - Катар - Саудівська Аравія - Сирія - ОАЕ - Ємен | - Американське Самоа - [[Файл:Шаблон:Прапор Bougainville\|20x13px\|Bougainville]] Бугенвіль - [[Файл:Шаблон:Прапор Chuuk State\|20x13px\|Chuuk State]] Чуук - Острів Різдва - Кокосові острови - Острови Кука - Острів Пасхи - Гуам - Гаваї - Північні Маріанські Острови - Острів Норфолк - Нова Каледонія - Ніуе - Піткерн - Токелау - [[Файл:Шаблон:Прапор Torres Strait Islands\|20x13px\|Torres Strait Islands]] Острови Торресової протоки - [[Файл:Шаблон:Прапор Wake Island\|20x13px\|Wake Island]] Острів Вейк - Волліс і Футуна - [[Файл:Шаблон:Прапор West Papua\|20x13px\|West Papua]] Західне Папуа - [[Файл:Шаблон:Прапор Midway Islands\|20x13px\|Midway Islands]] Острови Мідвей - [[Файл:Шаблон:Прапор Johnston Atoll\|20x13px\|Johnston Atoll]] Атол Джонстон - [[Файл:Шаблон:Прапор Howland Island\|20x13px\|Howland Island]] Острів Хауленд - [[Файл:Шаблон:Прапор Palmyra Atoll\|20x13px\|Palmyra Atoll]] Атол Пальміра - [[Файл:Шаблон:Прапор Kingman Reef\|20x13px\|Kingman Reef]]Риф Кінгман - [[Файл:Шаблон:Прапор Jarvis Island\|20x13px\|Jarvis Island]] Острів Джарвіс - [[Файл:Шаблон:Прапор Baker Island\|20x13px\|Baker Island]] Острів Бейкер - [[Файл:Шаблон:Прапор Ashmore and Cartier Islands\|20x13px\|Ashmore and Cartier Islands]] Острови Ашмор і Картьє - Острови Херд і Макдональд - [[Файл:Шаблон:Прапор Coral Sea Islands\|20x13px\|Coral Sea Islands]] Острови Коралового моря - [[Файл:Шаблон:Прапор Isla Salas y Gómez\|20x13px\|Isla Salas y Gómez]] Ісла Салас і Гомес |